# Anglo-cattolicesimo

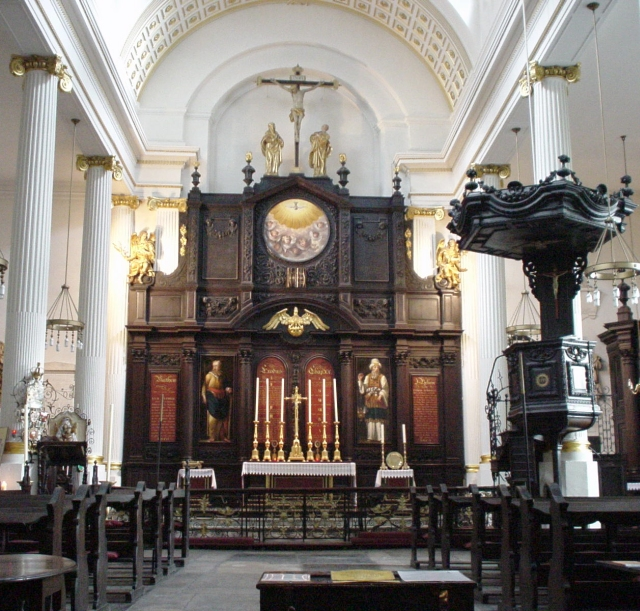
Chiesa anglocattolica in Londra St Magnus-the-Martyr.

Per anglo-cattolicesimo, soprattutto nel XIX secolo, si è denominata la "chiesa alta" appartenente alla Comunione anglicana che, pur recitando gli stessi credi della "chiesa bassa", tratta la parola cattolico nel credo non solo come un sinonimo di universale, ma come il nome della Chiesa di Cristo alla quale essa ritiene di appartenere insieme con la Chiesa cattolica e la Chiesa ortodossa. La chiesa anglo-cattolica riconosce come suo capo non il Papa, bensì il sovrano britannico; considera l'arcivescovo di Canterbury come primate.
Gli anglo-cattolici hanno dogmi e rituali religiosi simili al cattolicesimo. Gli elementi simili comprendono la fede in sette sacramenti, la transustanziazione (opposta alla consustanziazione), la devozione alla Madonna e ai santi, la descrizione del clero ordinario come "preti" - chiamati "padri" - i vestiti liturgici usati nelle celebrazioni e talvolta anche la descrizione della loro celebrazione eucaristica come "messa". Tuttavia i presbiteri anglo-cattolici non sono tenuti a vivere il celibato, quindi possono sposarsi, sia prima sia dopo essere diventati sacerdoti. I sacerdoti coniugati anglicani, compresi quelli anglo-cattolici, possono convertirsi al cattolicesimo entrando nella Chiesa cattolica romana secondo quanto stabilito da Benedetto XVI nella costituzione apostolica Anglicanorum Coetibus. Il rito dell'ordinazione anglicano è infatti considerato non valido dalla Chiesa cattolica, pertanto i sacerdoti anglicani necessitano di una nuova ordinazione. 
La principale fonte di diversità col cattolicesimo è lo statuto, autorità e influenza del Papa, che gli anglicani non considerano Successore di Pietro e Vicario di Cristo, bensì solamente Vescovo di Roma. Lo sviluppo dell'ala anglo-cattolica dell'anglicanesimo avvenne soprattutto nel XIX secolo ed è fortemente associato al Movimento di Oxford. Due dei suoi luminari maggiori, John Henry Newman e Henry Edward Manning, già pastori anglicani, si convertirono alla Chiesa cattolica romana, diventando in seguito cardinali. Molti altri appartenenti al Movimento di Oxford, alla fine tornarono in seno alla Chiesa di Roma.
Secondo il punto di vista protestante, il movimento di Oxford sarebbe sorto anche come risposta ad alcune leggi che, favorendo anche i non anglicani (sia i cattolici che i protestanti non conformisti), sembrarono volere indebolire il "carattere anglicano" della nazione, mettendo in dubbio la necessità per i sudditi inglesi che volevano esercitare diritti politici l'obbligo di mantenere le usanze anglicane, come il ricevere la comunione almeno una volta all'anno. Anche il permesso di esercitare cariche pubbliche anche a chi rifiutava il giuramento di appartenenza alla Comunione Anglicana (rispettivamente con il Sacramental Test Act 1828 e il Roman Catholic Relief Act 1829), veniva criticato da molti protestanti che aderirono al Movimento di Oxford. Questi ultimi volevano ribadire l'importanza di essere membri della religione di stato (cioè l'anglicanesimo). 
Nel 1833 fu poi approvata una legge che imponeva l'unione amministrativa forzosa di alcune diocesi minori e parrocchie in Irlanda (il Church Temporalities Act 1833 portò all'abolizione di dieci diocesi irlandesi) in seguito alla richiesta dell'abolizione delle decime condotte dal cattolico Daniel O'Connell, fatto che sembrava prefigurare un sequestro dei beni ecclesiastici suscitando lo sdegno di molti fedeli protestanti che vedevano una prevaricazione di un governo "liberale" contro i diritti e i beni della Chiesa d'Irlanda (sull'esempio di diversi governi anticlericali europei di quel periodo). John Keble (1792-1866) pastore anglicano e uno dei più famosi professori dell'università di Oxford, parlò di "apostasia nazionale" e lanciò allora il "movimento di Oxford" come risposta a queste tendenze presenti soprattutto tra i liberali e i non conformisti, pubblicando nel 1833 i Tracts for the Times. Di questo movimento fecero parte sia chi continuò ad aderire alla chiesa anglicana (come lo stesso Keble), sia chi (come John Henry Newman) si convertirono al cattolicesimo proprio come risposta a un'idea di una Chiesa che doveva riallacciarsi alle origini della "Chiesa primitiva".

## Teologia
Storicamente gli Anglo-Cattolici hanno dato valore alla tradizione della Chiesa cattolica dei primi secoli. Hanno rivalutato gli aspetti, gli usi e le istituzioni della Chiesa cattolica precedenti la Riforma protestante, rilanciando gli ordini religiosi, il linguaggio e il simbolismo del sacrificio eucaristico e la confessione privata. La loro spiritualità era evangelica nello spirito, ma cattolica nella forma e nel contenuto. Allo stesso tempo, gli Anglo-Cattolici sostengono che la Chiesa cattolica avrebbe "corrotto" la liturgia originale che, secondo la loro visione, sarebbe proposta nella sua purezza originaria nella Comunione anglicana. Dunque la spiritualità anglo-cattolica proviene essenzialmente dagli insegnamenti della Chiesa antica, oltre che dai Caroline Divines. Nel 1572 l'arcivescovo anglicano di Canterbury Matthew Parker (dal 1558 gli arcivescovi di Canterbury avevano cessato di essere cattolici dopo oltre un millennio e avevano aderito alla Riforma), pubblicò la De Antiquitate Britannicae Ecclesiae, dove tracciava le origini della Chiesa inglese, sostenendo come inizialmente essa avrebbe differito da quella cattolica romana in molti punti chiave, e che quindi avrebbe potuto costituire un modello alternativo per il Cristianesimo patristico.
Inoltre, gli Anglo-Cattolici sostengono che le chiese anglicane abbiano mantenuto "la cattolicità e l'apostolicità" e la Successione apostolica nei tre ordini (episcopato, presbiterato e diaconato). Da parte cattolica, il 13 settembre 1896 con la Bolla "Apostolicae Curae", Papa Leone XIII, con sentenza definitiva, dichiarò l'invalidità delle ordinazioni anglicane, per "difetto di forma e di intenzione". Per questo motivo, la Chiesa Cattolica non solo ritiene nullo il sacramento dell'ordine impartito dagli anglicani, ma rifiuta all'anglicanesimo il titolo di "Chiesa", considerandolo semplicemente una "comunità ecclesiale" separata da Roma.
Nel XIX secolo John Henry Newman, religioso anglicano e leader del Movimento di Oxford successivamente passato al cattolicesimo, ha confrontato così le posizioni anglicana e cattolica:
|                  | Posizione anglicana | Posizione cattolica                                                                                               |
| ---------------- | --- | --- |
| Istanza Sommaria | Antichità e Apostolicità—Siamo legati alla Chiesa Patristica da una successione apostolica di vescovi.                                  | Cattolicità e Apostolicità—C'è una sola Chiesa legata alla linea apostolica, e noi siamo Quella.                  |
| Critica Sommaria | La Chiesa romana ha lasciato la purezza della Chiesa Patristica.                                                                        | La Chiesa anglicana ha lasciato l'unità della Chiesa Cattolica.                                                   |
| Difesa           | La verità dottrinale della Chiesa è il suo fondamento.                                                                                  | L'unione con il corpo più grande è un dovere (ed è necessario per la salvezza).                                   |
| Critica          | Roma si sbaglia nella dottrina e nella pratica, per esempio nel trattamento di Maria e dei Santi, e nella visione dell'autorità papale. | Canterbury si sbaglia perché taglia sé stessa fuori dalla Chiesa cattolica, dove risiede il patrimonio di Cristo. |
| Accusa Chiave    | Roma possiede la Nota di Idolatria. | Canterbury possiede la Nota di Scisma.                                                                            |

In accordo con le Chiese ortodosse orientali, con la Chiesa ortodossa, con le Chiese luterane e con la Chiesa veterocattolica, gli Anglo-Cattolici fanno appello all'espressione di San Vincenzo di Lerino che "Tutto ciò che è sempre creduto da tutti, è veramente e propriamente cattolico".
Gli Anglo-Cattolici considerano i Trentanove articoli di religione come le "dichiarazioni professate dalla fede universale della Chiesa primitiva", difendendo quindi le proprie pratiche e le proprie credenze come coerenti a questi articoli.
I pastori Anglo-Cattolici praticano la confessione privata e l'unzione degli infermi, considerandoli dei sacramenti. Gli Anglo-Cattolici offrono preghiere per i defunti e per l'intercessione dei Santi, credono alla Presenza reale di Cristo nell'eucaristia, ma considerano un mistero della Fede la maniera in cui Lui è presente e respingono la dottrina del Primato del Papa e dell'Infallibilità papale. La posizione anglo-cattolica su questi temi è spiegata da Walter Herbert Stowe, un religioso anglo-cattolico:
- Non ci sono prove nella Scrittura che Cristo abbia conferito tale potere a Pietro;
- Non vi è alcuna prova che san Pietro abbia rivendicato tale potere per sé e per i suoi successori;
- San Pietro ha sbagliato in una importante questione di fede in Antiochia riguardante la convivenza di Ebrei e Gentili e che interessava il futuro dell'intera Chiesa, errore corretto da San Paolo;
- Lui non ha presieduto il primo concilio di Gerusalemme;
- È stato vescovo ad Antiochia, prima di esserlo a Roma, dunque se fossero vere le affermazioni papali, Antiochia avrebbe più diritto di Roma;
- Il fatto che san Pietro risiedette a Roma è ancora oggetto di dispute, e costituisce un interessante problema storico;
- Non vi è alcuna prova che lui abbia conferito tali poteri ai suoi successori nella Sede di Roma;
- Non c'è mai stata un'accettazione di tali privilegi dalla Chiesa primitiva, e non c'è mai stata un'accettazione universale nelle epoche successive.»

Tuttavia, gli Anglo-Cattolici condividono con i Cattolici la fede nella natura sacramentale del sacerdozio e della Messa. Inoltre, vi sono minoranze che incoraggiano il celibato ecclesiastico e la devozione alla Vergine Maria, dato il silenzio dei Trentanove Articoli al proposito.

## Pratiche liturgiche
Gli Anglo-Cattolici vengono spesso identificati dalle loro pratiche liturgiche e dai loro ornamenti. La liturgia è pressoché identica a quella cattolica, le differenze sono quasi impercettibili, eccetto per il calendario liturgico che è differente. La pratica eucaristica è caratterizzata da sei punti:
- Paramenti eucaristici.
- Orientamento del sacerdote rivolto verso l'altare (ad orientem).
- Pane non lievitato per l'eucaristia.
- Miscelazione dell'acqua con il vino eucaristico.
- Incenso e candele.

All'interno dell'Anglo-cattolicesimo sono presenti altre pratiche tradizionali cattoliche, come l'adorazione eucaristica. La maggior parte delle "innovazioni" cattoliche sono state accettate dalle Chiese anglicane tradizionali, ma non da quelle evangeliche della Chiesa bassa.
Vi sono vari filoni liturgici:
- Alcuni, come quelli del Movimento di Oxford, usano i testi liturgici del Libro delle preghiere comuni.
- Altri l'attuale Messa cattolica.
- Altri la Messa tridentina.
- Altri ancora usano saltuariamente il Rito di Sarum, sostanzialmente simile alla Messa tridentina.